# 乳碱综合征
乳碱综合征（英語：Milk-alkali syndrome）是摄入过多的钙和可吸收的碱引起的高血钙和代谢性碱中毒，用于预防骨质疏松症的膳食补充剂和抗酸药是常见的导致病症的钙和碱的来源。如果不治疗，乳碱综合征可能导致肾功能衰竭或死亡。这一病症在20世纪早期最为常见，但自20世纪90年代以来，报告的病例数量有所增加，这与补钙治疗或预防骨质疏松症的增加有关。最常见的症状是食欲不振、头晕、头痛、精神错乱和口干，化验结果可能显示高血钙、肾衰竭和代谢性碱中毒。摄入过多的钙（通常以膳食补充剂的形式来预防骨质疏松症）和碱（抗酸药物中常见）是可能病因。但具体发病机制尚不清楚，不过已知维持钙稳态对人体极其重要。肾功能受损是该病症的一个风险因子，但即使是肾脏健康的人也可能患上这种综合症。对症治疗则需要让患者停止服用任何钙补充剂和其他他们一直在服用的碱剂，并且补充水分；在严重的情况下，可能需要住院治疗，可以静脉注射生理盐水；引起肾衰竭晚期者需要透析治疗。病征温和则可以完全恢复。严重可致不可逆之肾衰竭或死亡。